# Итыгран

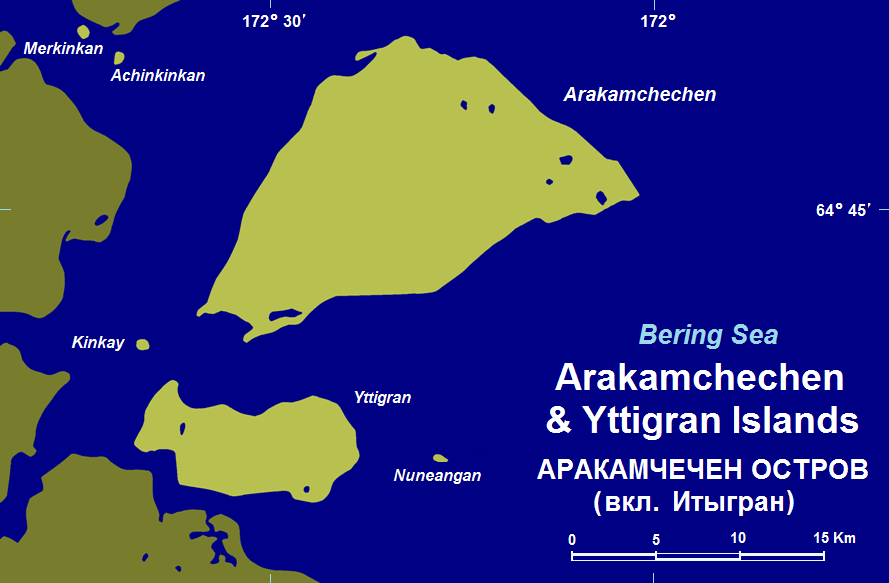
Иттыгран расположен слева ниже острова Аракамчечен

Итыгран (Ыттыгран, Иттыгран) — остров в проливе Сенявина Берингова моря, в пределах Провиденского района Чукотского автономного округа.

## Географическое положение
Расположен к северу от мыса Чукотского, у юго-восточной оконечности Чукотского полуострова, в 1,5 км от материкового побережья и в 3,8 км от острова Аракамчечен. Площадь составляет 55 км². Остров вытянут на 13,5 км в длину при максимальной ширине в 5 км.
Высшая точка — гора Итыгран высотой 545 м. На острове есть два небольших озера — Среднее и Камаликах.

## Топоним
Название в переводе с чук. Игынран «волчье логово», с чапл. Сиӄлъук «мясная яма», «мясной склад». На данном острове имеется большое количество развалин древних жилищ эскимоссов («ныӈлу») и мясных складов рядом с ними. Существует и другая версия происхождения топонима — от чук. Етгыран «жилище на полпути». Это связано с тем, что охотники при следовании на собаках или байдарах из Чаплино в Янракыннот всегда делали остановку-передышку на острове, где была хорошая охота на морского зверя и здесь всегда устраивались запасы мяса.

## Исторические сведения
Остров Итыгран был открыт и описан во время экспедиции Ф. П. Литке в августе 1828 года.
На острове до начала 1940-х годах существовало эскимосское поселение Сиклюк.

## Флора и фауна
На скалистых мысах по периметру острова существуют колонии морских птиц общей численностью до 10 тыс. пар, в колониях гнездятся — берингов баклан, крупные белоголовые чайки, моевка, кайры, тихоокеанский чистик, ипатка и топорок.
На острове произрастает эндемик Чукотского полуострова — полынь сенявинская (artemisia senjavinensis), занесённая в Красную книгу России.

## Культурное наследие
Остров знаменит Китовой аллеей — древним эскимосским сооружением из вкопанных в грунт параллельных рядов черепов и челюстей гренландских китов. Китовая Аллея сооружена из 50-60 черепов и 30 челюстей и сотен специально уложенных камней. Датирована периодом позднего Пунука (XIV—XVI вв. н. э.).

## Топографические карты
- Лист карты Q-2-XXXI,XXXII Провидения. Масштаб: 1 : 200 000. Состояние местности на 1973 год. Издание 1987 г.